# Сервайнш
Сервайнш (порт. Cervães)  —  населённый пункт и район в Португалии,  входит в округ Брага. Является составной частью муниципалитета  Вила-Верде. Находится в составе крупной городской агломерации Большое Минью. По старому административному делению входил в провинцию Минью. Входит в экономико-статистический  субрегион Каваду, который входит в Северный регион. Население составляет 1856 человек на 2021 год. Занимает площадь 9,63 км².
Покровителем района считается Иисус Христос (порт. Divino Salvador).